# Parc naturel de La Mandria
Le parc naturel de La Mandria est situé entre la rivière Stura di Lanzo, et la zone urbanisée au nord-ouest de Turin, sur les communes de Druento et Venaria Reale. Il a été créé en 1978 par la région Piémont. 

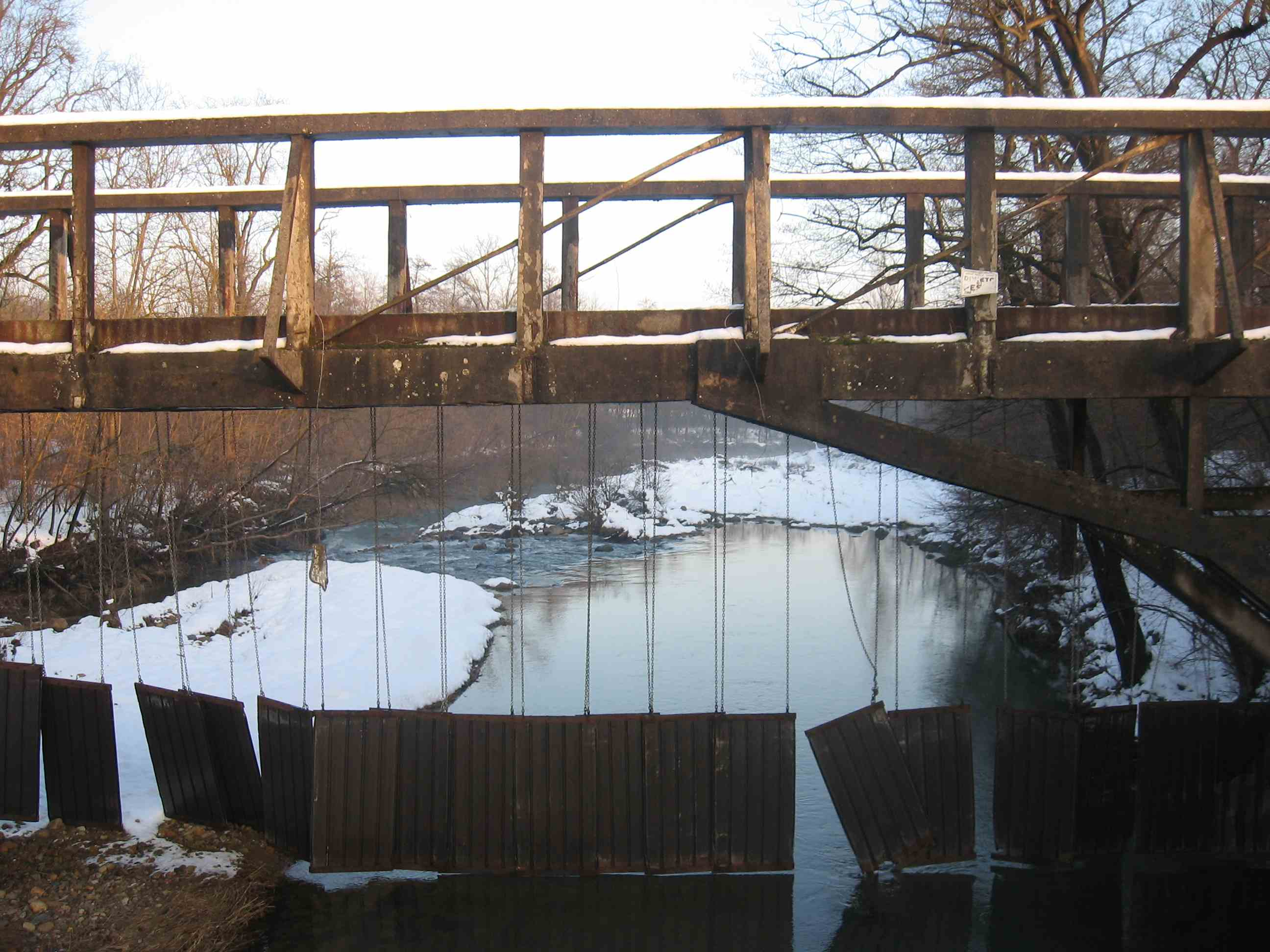
Le ruisseau Ceronda, à l'entrée du parc

## Historique
Grâce à la longue muraille construite au milieu des années 1800 par Victor-Emmanuel II, le Parc de la Mandria fait partie des plus grands parc clos d'Europe. La zone clôturée est d'environ 3 000 hectares. Le mur est long d'environ 30 km et a coûté 1 000 000 £, il devait protéger les appartements royaux du château Borgo Castello afin que le roi puisse y vivre à l'abri, en famille, avec Rosa Vercellana dite Bela Rosin. Il a aussi permis de protéger une partie de la forêt qui couvrait autrefois toute la vallée du Pô. 
Le L.R. 54/1978 divise le territoire en deux zones principales, le pré-parc de 3 446 hectares avec l'aire de pique-nique et le véritable cœur du parc de 3 124 hectares dont le but est de protéger le patrimoine naturel et culturel. 
L'accès au Parc se fait par de nombreuses entrées : via l'avenue Bella Rosina Fiano, via les portes de Robassomero :  Royal Park, I Roveri (privées), et celles de Venaria et Druento (public).  
Le site d'importance communautaire (SIC) est mis en place par la Région Piémont lors de la mise en œuvre du réseau Natura 2000, la principale action communautaire pour la conservation de la nature sur la base d'une nouvelle politique de gestion de l'environnement mise au point grâce à des buts et des stratégies communes.

## Faune
La faune se compose principalement de cerfs, sangliers, daims. 
Il existe aussi de nombreuses espèces protégées par l'Union européenne. Le Parc est également responsable de l'élevage des chevaux appartenant aux races indigènes en danger d'extinction, à la fois à l'intérieur des écuries Cascina Vittoria et à l'état semi-sauvage. 

## Flore
Vous pouvez trouver de nombreuses espèces végétales typiques du climat tempéré comme le noisetier, le marronnier, le hêtre, le chêne, le bouleau et de nombreuses plantes comme les fougères et les ronces.  

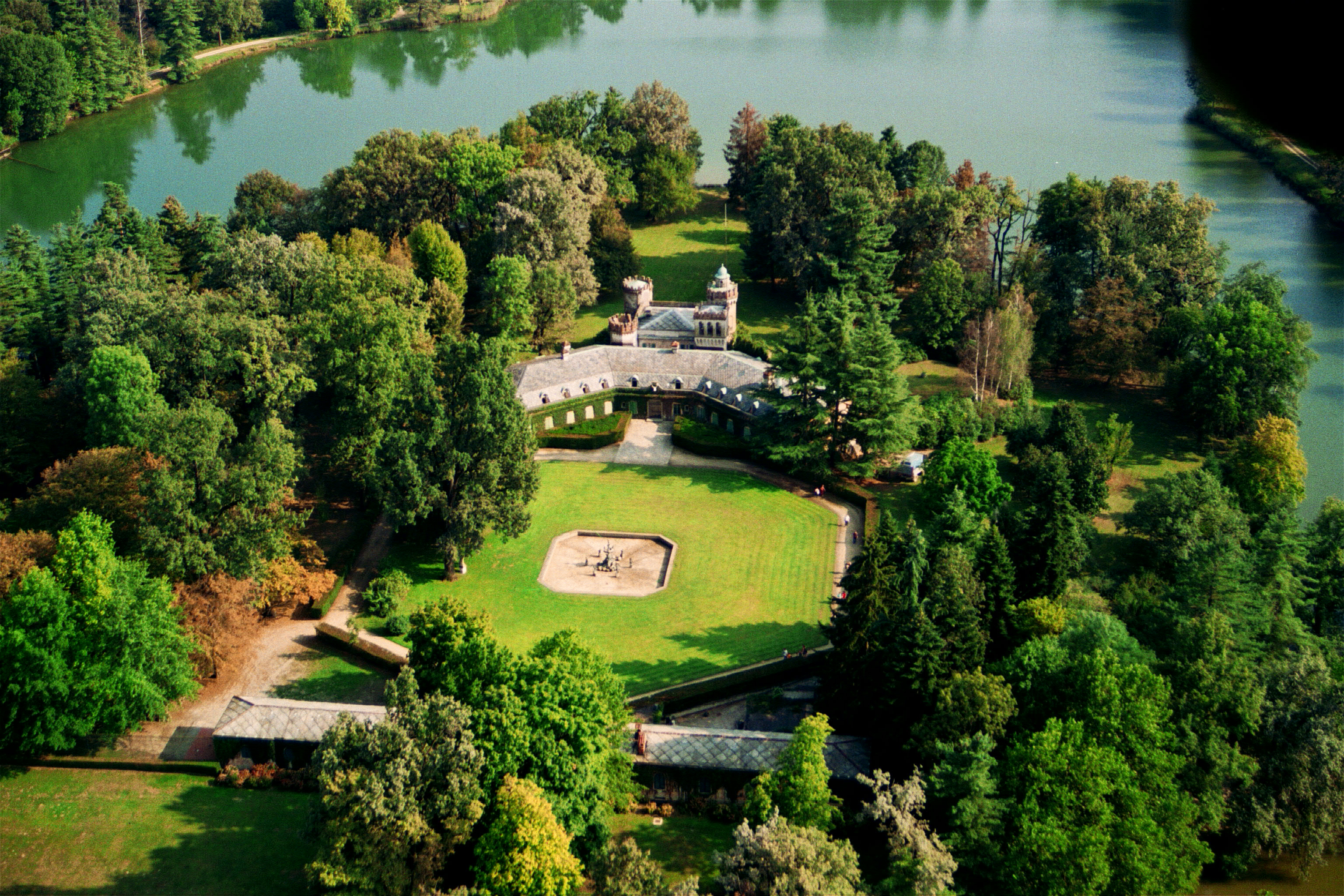
Villa des lacs

## Logement et activités
Le Parc y a aménagé des aires pour y manger (barbecue ou pique-nique), mais aussi des restaurants et des hôtels. On y trouve entre autres une écurie, des musées, un centre International du cheval, un centre de mycologie. Outre la forêt, on a des clairières, des zones herbeuses et des zones de reboisement. Tous les parcours ne sont pas libres, certains nécessitent la présence d'un guide et d'autres sont interdits sans autorisation. 
Le parc peut être parcouru à vélo (on peut en louer sur place).